# Powhatan
Powhatan je nekad snažna Algonquian konfederacija u ranom 17. stoljeću nastanjena od rijeke Potomac do između James Rivera i Albemarle Sounda na području današnje Virginije.  Rana populacija Powhatana (1600) iznosila je oko 9.000, danas  (2000.) ih je preostalo 1.500, od čega 100 Accohannocka u Marylandu i 1.400 Chickahominy, Mattaponi, Nansemond, Pamunkey i Rappahannock Indijanaca u Virginiji.
Powhatani su se sastojali od 30 plemena, viz.: Accohanock (Accohanoc), Accomac, Appomattoc, Arrohattoc, Chesapeake, Chickahominy, Chiskiac, Cuttatawomen, Kecoughtan, Mattapony, Moraughtacund, Mummapacune, Nansemond, Nantaughtacund, Onawmanient, Pamunkey, Paspahegh, Pataunck, Piankatank, Pissasec, Potomac, Powhatan, Rappahannock, Secacawoni (Cekacawon), Tauxenent, Warrasqueoc, Weanoc, Werowocomoco, Wicocomoco, Youghtanund; Quioucohanock (Hodge).  

## Sela
Accohanoc, Accomac, Acconoc, Accoqueck, Accossuwinck, Acquack, Appamattoc, Appocant, Arrohattoc, Askakep, Assaomeck, Assuweska, Attamtuck, Aubomesk, Aureuapeugh, Cantaunkack, Capahowasic, Cattachiptico, Cawwontoll, Chawopo, Checopissowo, Chesakawon, Chesapeake, Chiconessex, Chincoteague, Chiskiac, Cinquack, Cinquoteck, Cuttatawomen, (1, na Rappahannock River, Lancaster County; 2.  oko Lamb Creek na Rappahannocku, u King George County), Gangasco, Kapawnich, Kerahocak, Kiequotank, Kupkipcock, Machapunga, (l, u Northampton County; 2, na Potomac River), Mamanahunt, Mamanassy, Mangoraca, Mantoughquemec, Martoughquaunk, Massawoteck, Matchopick, Matchut, Mathomauk, Matomkin, Mattacock, Mattacunt, Mattanock, Maysonec, Menacupunt, Menaskunt, Meyascosic, Mohominge, Mokete, Moraughtacund, Mouanast, Mutchut, Muttamussinsack, Myghtuckpassu, Namassingakent, Nameroughquena, Nansemond, Nantapoyac, Nantaughtacund, Nawacaten, Nawnautough, Nechanicok, Nepawtacum, Onancock, Onawmanient, Opiscopank, Oquomock, Orapaks, Ottachugh, Ozatawomen, Ozenic, Pamawauk, Pamuncoroy, Pamunkey, Papiscone, Pasaugtacock, Paspahegh, (1 južna obala Chickahominy River u Charles City County;  2 na sjevernoj obali James River u Charles City County), Passaunkack, Pastanza, Pawcocomac, Peccarecamek, Pemacocack, Piankatank, Pissacoac, Poruptanck, Potaucac, Potomac, Powcomonet, Powhatan, Poyektauk, Poykemkack, Pungoteque, Quackcohowaon, Quioucohanock, Quiyough, Rappahannock, Rickahake, Righkahauk, Ritanoe, Roscows, Secacawoni, Secobeck, Shamapa, Sockobeck, Tantucquask, Tauxenent, Teracosick, Utenstank, Uttamussac, Uttamussamacoma, Waconiask, Warrasqueoc, Weanoc, Wecuppom, Werawahon, Werowacomoco, Wicocomoco, Winsack.

## Etnografija
Sela Powhatana sastoj se od dugih kuća "yehakin" s nuklearnim obiteljima i svetišta, ograđena su palisadama. Tijekom proljetnih i ljetnih mjeseci žene i djeca većinu vremena provode u poljima gdje sade kukuruz, grah, tikve i suncokret. Ribolov je u proljeće također bio važan i ribu se lovilo kopljem, mrežama i ogradama postavljenih u vodi. Služili su se kanuima koji su bili napravljeni od čempresovog drveta i dugi oko 50 stopa (15 metara), i glavno su sredstvo za transport. Muškarci su u kasno proljeće i ljeto odlazili u šumu, u lov na jelene, purane i drugu manju divljač.  Do hrane se dolazilo i sakupljanjem divljeg bilja, oraha, korijenja. Ratarsko oruđe je bilo od kostiju i drveta, a hrana se pripremala ili na 'roštiljima' (barbecues), ili se kuhala vani na vatri, u velikim glinenim loncima.

## Povijest
Powhatanska plemena možda 1498. prvi susreće Cabot, a 1570 utemeljena je španjolska jezuitska misija među njima, ali se nije dugo održala. Španjolci su potisnuli Powhatane na sjever, gdje ih 1607. susreću Englezi koji su te godine izgradili naselje Jamestown. Vođa Powhatana tada je bio Wahunsonacock, ili Powhatan, a glavno središte konfederacije bilo je selo Werowocomoco, na rijeci Pamunkey River. Pogalvica Powhatan imao je jurisdikciju nad oko 30 plemena i 200 sela, a bio je u dobrim odnosima s kapetanom John Smith kojega susreće 1608. i Johnom Rolfom. Pocahontas, njegova kćerka 1614. ili 1618. godine spašava glavu Johna Rolfa zahtijevajući da joj bude muž. Međutim 1618. godine umire poglavica Powhatan, a vlast preuzima Opechancanough, poglavica plemena Pamunkey koji premješta središnju vlast saveza u svoje pleme i 1622. organizira veliki napad na bijele koloniste, u kojem je pobijeno oko 350 naseljenika. Osveta Engleza bit će moguća tek početkom 1644., kada Opechancanough vodi zadnji napad na Engleze, uhvaćen je i ubijen u Jamestownu. Godine 1646. Powhatani gube mnoga svoja područja, a 1665 njihove poglavice imenovao je guverner Virginije. 
Godine 1675. pleme Conestoga (Susquehannock) otjerano je od Irokeza s rijeke Susquehanna, oni ulaze na područje Virginije i započinju s pljačkom, za koje su optužena plemena iz Virginije. Nathaniel Bacon poveo je nekoliko akcija protiv Indijanaca u kojima su brojni pobijeni, a mnoga sela popaljena. Posljednji Indijanci okupljeni su kod Richmonda gdje su se pripremili za obranu. U kolovozu 1676. njihova utvrda pada pod naletom Engleza, i tom prilikom stradava u pokolju mnogo žena i djece. Godine 1705. Powhatanima je preostalo tek 12 sela, od čega 8 na Istočnoj obali koji su se do 1831. dosta pomiješali s crncima. Neki su se od njih kasnije priključili Nanticokama. Godine 1935. popisane su tek njihove grupe Chickahominy, Mattaponi, Nansemond, Pamunkey, Potomac, Powhatan, Rappahannock, Upper Mattaponi, Werowocomoco i Wicocomoco.

## Vanjske poveznice
- Native Languages of the Americas: Powhatan
- The Powhatan Indians  Arhivirana inačica izvorne stranice od 5. listopada 2006. (Wayback Machine)
- The Powhatan Indians of Virginia, By Helen C. Rountree

### Ostali projekti
|  | Zajednički poslužitelj ima još gradiva o temi Powhatan |